# سيلينة رملية
السيلينة الرملية (باللاتينية: Silene arenarioides) نوع نباتي يتبع جنس السيلينة من الفصيلة القرنفلية.

## الموئل والانتشار
موطنها المغرب العربي.